# Шоссе 365 (Арканзас)
Арканзас шоссе 365 — это шоссе штата с севера на юг в Центральном Арканзасе. Маршрут протяженностью 69,31 миль (111,54 км) проходит от US 65B/US 79B в Пайн-Блафф на север через Литл-Рок до US 65B/AR 60 в Конвее. Раньше это был маршрут 65 США, который с тех пор был перенаправлен на различные автомагистрали между штатами, проходящие через этот район. Участки шоссе 365 в округе Джефферсон являются бывшими участками Долларвей-роуд, самой длинной асфальтированной бетонной дороги, построенной в 1913 году.

## Описание
Будучи бывшим шоссе США, маршрут проходит через множество исторических районов и имеет множество развязок. Маршрут начинается на шоссе US 65B/US 79B (скоростная автомагистраль Марты Митчелл) на северо-западе Пайн-Блафф, недалеко от Университета Арканзаса в Пайн-Блафф, и проходит на северо-запад. Шоссе 365 известно как Долларвей-роуд в этой части Пайн-Блафф, поскольку оно следует первоначальному маршруту Долларуэй-роуд. Этот проект мощения 1913 года дал округу Джефферсон самую длинную непрерывную бетонную дорогу в стране. Шоссе 365 пересекается с ответвлением дальше на северо-запад, оно соединяет шоссе 365 с межштатной автомагистралью 530/США 65 и США 270. Теперь, въезжая в Уайт-Холл, шоссе 365 проходит мимо исторического дома Беллинграта и пересекает шоссе 256 возле арсенала Пайн-Блафф.
Дальше на северо-запад шоссе 365 продолжается параллельно I-530/US 65 до Редфилда, где маршрут проходит через первоначальное тротуар Dollarway. Этот сегмент внесен в Национальный реестр исторических мест. Шоссе ненадолго въезжает в округ Грант, а затем въезжает в округ Пуласки к югу от Хенсли.
При въезде в округ Пуласки шоссе 365 проходит через Хенсли, Вудсон, Райтсвилл и Тафтон, а затем проезжает мимо джина Hanger Cotton Gin в Sweet Home. Затем маршрут входит в Литл-Рок, пересекается с I-440 и становится Рузвельт-роуд. Шоссе 365 проходит мимо Национального кладбища Литл-Рока и пересекает межштатную автомагистраль 30/США 65/США 167 на развязке передних дорог. Рузвельт-роуд обслуживает Мейн-стрит, а затем образует параллельную дорогу на север с шоссе US 70/US 67 вдоль Бродвей-стрит. Этот участок дороги проходит мимо многих исторических объектов, помимо межштатной автомагистрали 630. Шоссе 365 пересекает реку Арканзас в Норт-Литл-Рок и обрывается от US 70/US 67 на западе возле парка Дикки-Стивенс. Шоссе 365 проходит через железнодорожную станцию, пересекая шоссе 100 и переходя на Пайк-авеню на севере.
Шоссе 365 пересекает межштатную автомагистраль 40/США 65, прежде чем проехать мимо Кэмп-Робинсона. Маршрут проходит по I-40/US 65 до пересечения возле Момель. После пересечения с бульваром Момель шоссе 365 продолжается на север вдоль реки Арканзас в округ Фолкнер. Шоссе пересекает шоссе 89 в Мэйфлауэре возле озера Конвей. Шоссе 365 продолжается вдоль I-40/US 65 на юг Конвея и заканчивается на US 65B/Highway 60.